# Феннер, Фрэнк
Фрэнк Фе́ннер (англ. Frank Fenner; 21 декабря 1914, Балларат, Австралия — 22 ноября 2010, Канберра, Австралия) — австралийский учёный-вирусолог. Его двумя основными достижениями являются надзор за искоренением оспы и борьба с кроличьей чумой в Австралии за счет внедрения вируса миксомы.
Австралийская академия наук ежегодно награждает престижной медалью Феннера, за выдающиеся исследования в области биологии, молодых ученых в возрасте до 40 лет.

## Биография

### Ранние годы
Фрэнк Йоханнес Феннер родился в Балларате 21 декабря 1914 года, но  в ноябре 1916 года семья переехала в Аделаиду, Южная Австралия. Фрэнк учился в начальной школе Роуз-Парк и Технической школе Тебартон. После окончания школы поступил в университет Аделаиды, где получил степень в области медицины и хирургии в 1938 году.  В том же году он официально изменил свое второе имя на Джон, опасаясь преследований со стороны нацистов. С 1940 по 1946 год он был капитаном и майором Медицинского корпуса австралийской армии в Австралии, Палестине, Египте, Новой Гвинее и Борнео в качестве медицинского работника полевой скорой помощи и станции оказания помощи раненым, патологоанатома в больнице общего профиля и специалиста по малярии. За свою работу по борьбе с малярией в Папуа-Новой Гвинее он стал членом Ордена Британской империи в 1945 году. После службы он был приглашен Фрэнком Макфарлейном Бернетом для работы в Институте медицинских исследований Уолтера и Элизы Холл в Мельбурне. Они работали над проблемой оспы у мышей, для которой он ввел термин «оспа мышей», а затем с генетикой поксвируса.
В 1949 году он получил стипендию для обучения в Институте медицинских исследований Рокфеллера в Нью-Йорке, где была работа с микобактериями Bairnsdale bacillus, которые вызывают язву Бурули, третье по значимости микобактериальное заболевание в мире после туберкулеза и проказы. Здесь он работал с Рене Дюбо, который является автором фразы «Думай глобально, действуй локально».

### Канберра
Вернувшись в Австралию в 1949 году, он был назначен профессором микробиологии в новой Школе медицинских исследований Джона Кертина при Австралийском национальном университете в Канберре. Здесь он снова начал изучать вирусы, в частности вирус миксомы.
В 1940-1950 годах в Австралии была отмечена настоящая эпидемия кроликов, вызванная вирусом миксомы, над которым работал  Феннер, смертность составляла около 99,5%. Вирус был определен как вид биологического средства контроля над популяцией кроликов. Феннер, Фрэнк Макфарлейн Бернет и Ян Клунис Росс вводили себе вирус миксомы, чтобы доказать, что он не опасен для людей до момента определения категории вируса.
Феннер был директором школы Джона Кертина с 1967 по 1973 год. В 1977 году он был назначен председателем Глобальной комиссии по сертификации ликвидации оспы. Последний известный случай естественной передачи оспы произошел в Сомали в 1977 году. 8 мая 1980 года профессор Феннер объявил Всемирной ассамблее здравоохранения о ликвидации этой болезни. Эта история успеха считается величайшим достижением Всемирной организации здравоохранения. До своего искоренения оспа была одним из самых опасных вирусов в мире, унесшим миллионы жизней и оставившим у многих выживших обезображивающие шрамы на всю жизнь.
Профессор Феннер заботился о сохранении окружающей среды и был директором фонда Центра исследований ресурсов и окружающей среды в ANU (1973), где он проработал до выхода на пенсию в 1979 году, впоследствии он стал частью Школы окружающей среды Феннера. Он был почетным профессором Школы медицинских исследований Джона Кертина. В интервью The Australian 16 июня 2010 года он предсказал исчезновение человечества в течение столетия, прежде всего в результате перенаселения людей, ухудшения состояния окружающей среды и изменения климата.
Он умер в Канберре утром 22 ноября 2010 года после непродолжительной болезни, через несколько дней после рождения своего первого правнука.

## Публикации
Фрэнк Феннер и Фрэнсис Рэтклифф, "Миксматоз". Издательство Кембриджского университета, 1965. ISBN 0521049911

## Награды и признание
Среди наград:
- Премия Японии (1988) (совместно с Дональдом Хендерсоном и Исао Арита)[11]
- Медаль Копли (1995)
- Премия Альберта Эйнштейна (2000)
- Орден Британской Империи (MBE) , 19 июля 1945
- Кавалер Ордена Святого Михаила и Святого Георгия (CMG) 12 июня 1976 г. в знак признания заслуг перед медицинскими исследованиями
- Медаль Макфарлейна Бернета и лекция Австралийской академии наук, 1985[12]
- Национальная премия в области науки и технологий Клуниса Росса за пожизненный вклад, 2002 г.
- Медаль ВОЗ
- Медаль Мюллера (1964) и Медаль ANZAAS (1980)
- Премия мира ANZAC
- Медаль Мэтью Флиндерса, 1967
- Премия Британии в Австралии в области медицины
- Премия премьер-министра 2002 года в области науки
- ACT Лучший австралиец 2005 года
- Являлся членом Лондонского королевского общества (1958)[13][14] и иностранным членом Национальной академии наук США (1977).

Федеральное подразделение Фрейзера было названо в честь Фрэнка Феннера на всеобщих выборах 2016 года. Это произошло из-за планов AEC назвать место в Виктории в честь умершего премьер-министра Малькольма Фрейзера.